# Šutrák (Kopidlno)
Rybník Šutrák o rozloze vodní plochy 2,0 ha se nalézá u samoty Kamenský Dvůr asi 1,5 km západně od centra města Kopidlno v okrese Jičín. Rybník Šutrák je rozdělený úzkou hrází na dvě stejně velké části.
Rybník je přístupný po místní účelové komunikaci vedoucí z Kopidlna do Kamenského dvora. Rybník je využíván pro chov ryb.

## Galerie

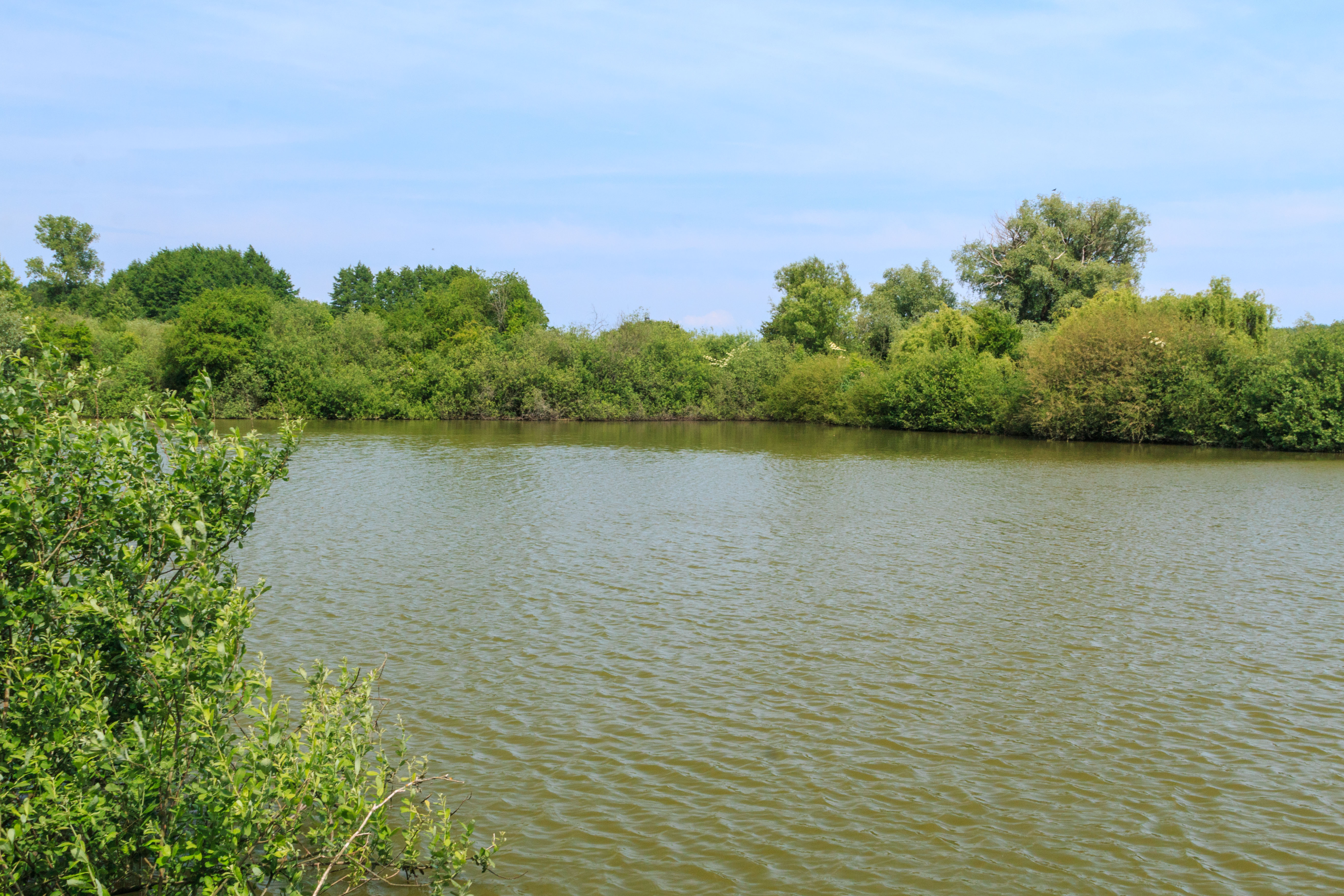
pohled na rybník Šutrák u Kopidlna
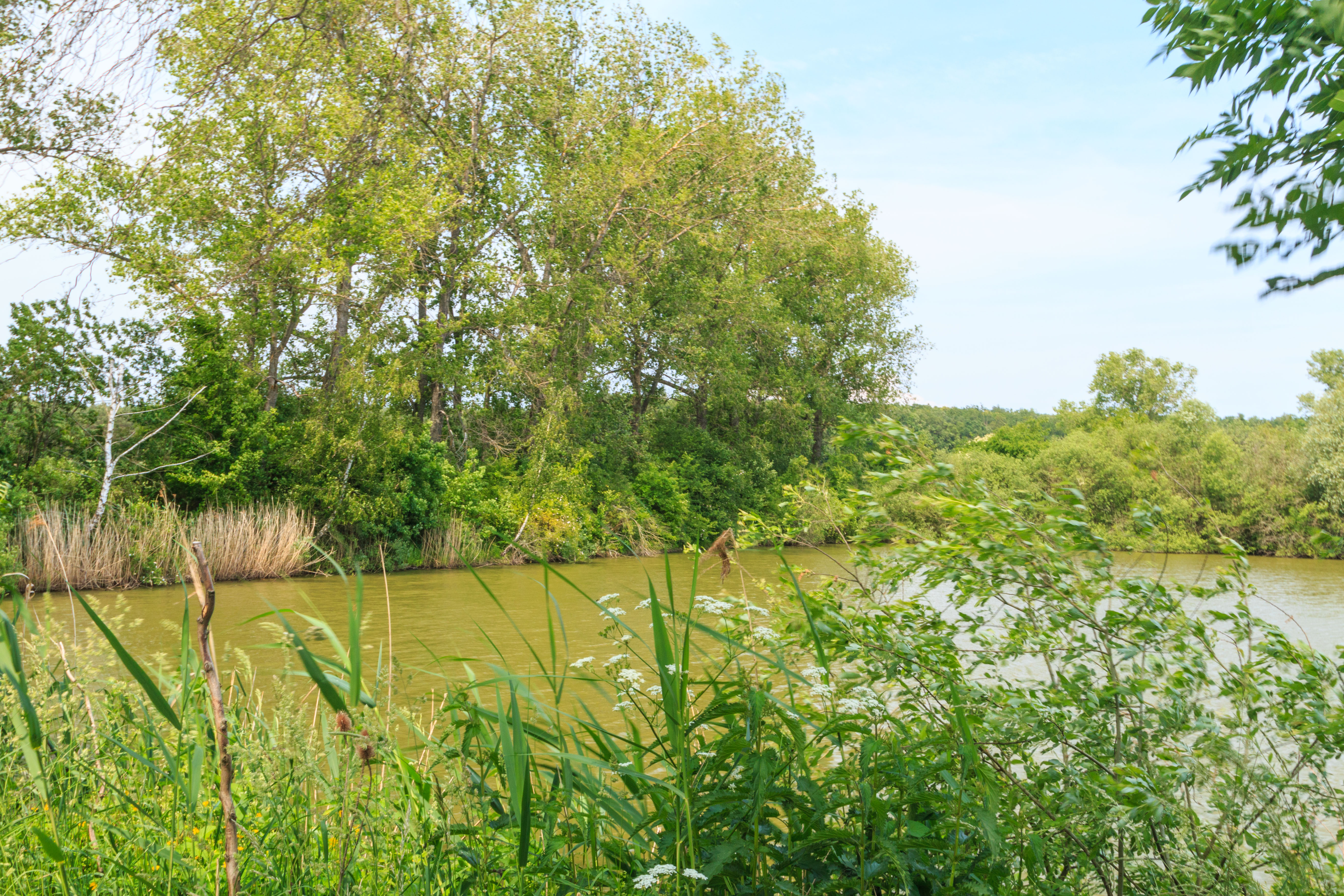
pohled na rybník Šutrák u Kopidlna
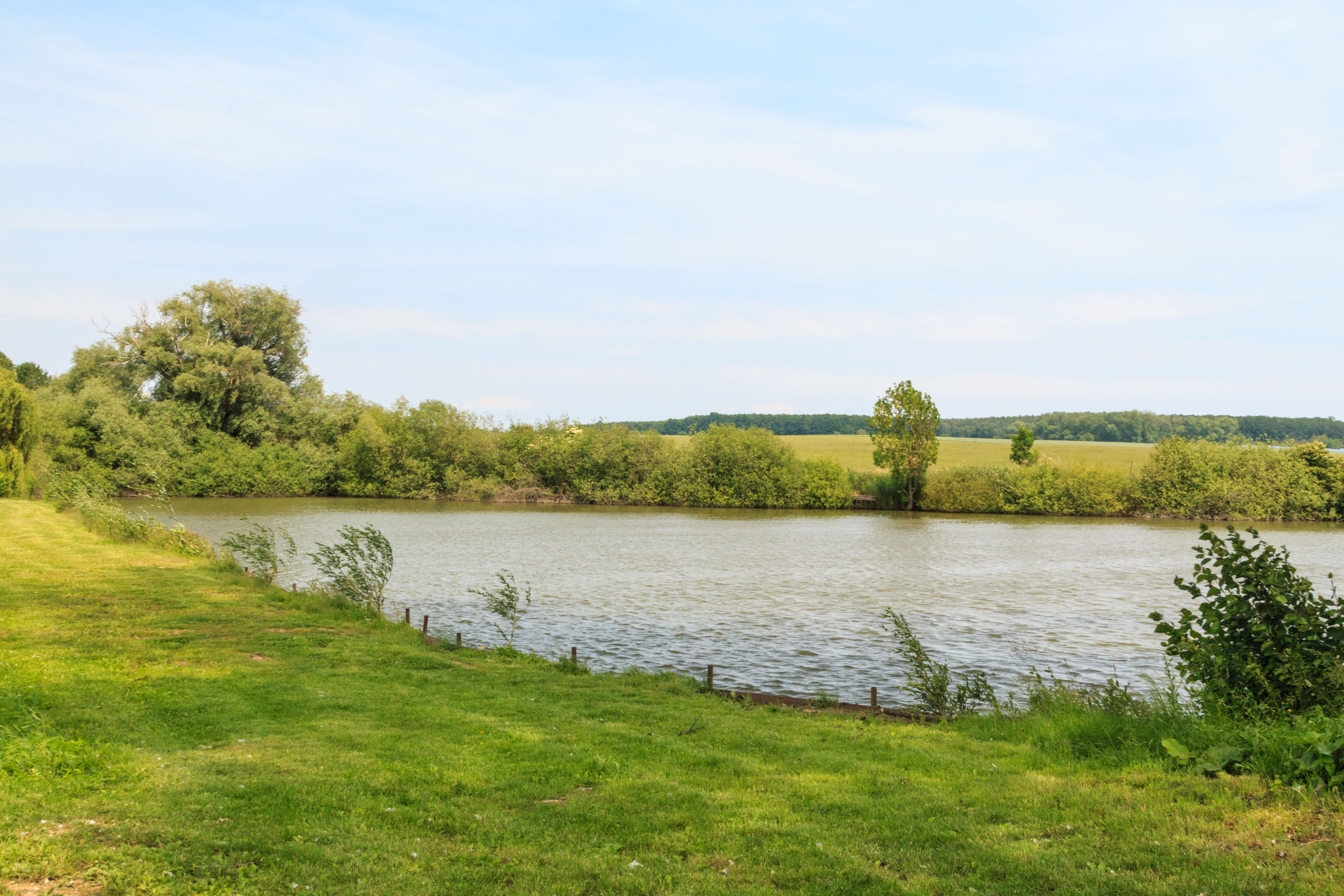
pohled na rybník Šutrák u Kopidlna
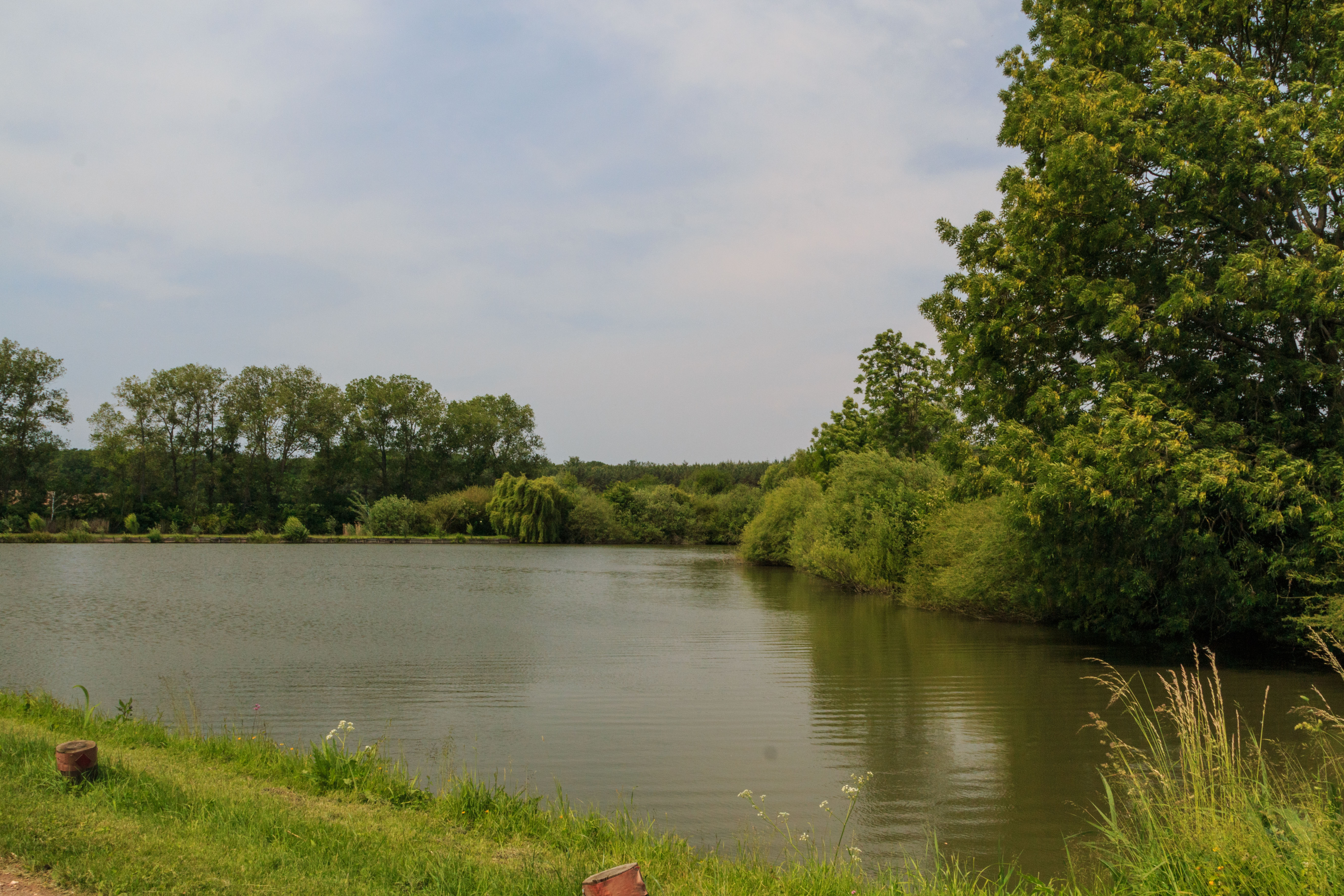
pohled na rybník Šutrák u Kopidlna